# Roman Melodul
Roman Melodul sau Imnograful (în greacă Ῥωμανὸς ὁ Μελωδός, adesea latinizat ca Romanus sau anglicizat ca Roman) a fost un imnograf siro-grec, considerat „Pindarul poeziei ritmice”, „magul elino-sir” (Odysseas Elytis) sau „melodul melozilor” (cardinalul Jean Baptiste François Pitra). A scris în secolul al VI-lea, care este considerat a fi „Epoca de Aur” a imnografiei bizantine. Este prăznuit ca sfânt în ziua de 1 octombrie.

## Biografie
Principala sursă de informații despre viața lui Roman provine din Mineiul lunii octombrie. Informațiile din minei au la bază un sinaxar alcătuit în anii următori perioadei iconoclaste, adică după 843. În afara mineiului, numele său este menționat doar în alte două surse vechi: o dată în scrierile poetului Germanos din secolul al VIII-lea și încă o dată în Suda (s.v. anaklomenon) unde este numit „Roman Melodul”. Potrivit acestor documente, el s-a născut într-o familie evreiască din Emesa (actualul Homs) sau din Damasc pe la sfârșitul secolului al V-lea (unii autori indică anul 485, iar alții anul 490). A fost botezat atunci când era mic, fără a se ști sigur dacă și părinții lui s-au convertit sau nu. A fost călugărit în tinerețe, în opinia unor autori. S-a mutat apoi la Berytus (actualul Beirut), fiind hirotonit diacon în Biserica Învierii.
Roman s-a stabilit ulterior la Constantinopol în timpul împăratului bizantin Anastasie - profesorul Karl Krumbacher, un renumit bizantinolog, presupune că ar fi vorba de Anastasie I (491-518) și nu de Anastasie al II-lea (713-716). Acolo a slujit la Biserica Maicii Domnului din cartierul Kyros, petrecându-și timpul în rugăciune și asceză. A compus numeroase imnuri religioase, devenit cunoscut ca imnograf al Bisericii Ortodoxe. Roman Melodul a murit în a doua jumătate a secolului al VI-lea (cândva în perioada 562-565, potrivit unor autori) și a fost înmormântat în interiorul bisericii din Kyros, împreună cu ucenicul său, Anania.
Dacă acei cărturari care cred că a trăit în timpul domniei împăratului Anastasie I au dreptate, atunci este posibil ca Roman să fi continuat să scrie în timpul împăratului Iustinian (527-565), care a fost el însuși imnograf; el ar fi fost în acest caz contemporan al altor doi imnografi bizantini celebri, Anastasios și Kyriakos.

## Legendă
Potrivit legendei, Roman nu a fost considerat la început un citeț sau cântăreț talentat. El a fost totuși îndrăgit de patriarhul Constantinopolului datorită smereniei sale. Odată, atunci când slujea în Biserica Sfânta Maria din Vlaherne, în timpul privegherii de toată noaptea pentru sărbătoarea Nașterii Domnului, a fost însărcinat să citească niște catisme din Psaltire. S-a exprimat atât de greoi încât un alt citeț a trebuit să-i ia locul. Unii membri inferiori ai clerului au început să-l batjocorească pe Roman, care, fiind umilit, s-a așezat într-una din strane. Atins de oboseală și întristat, a adormit în curând. În timp ce dormea, Maica Domnului i-a apărut în vis și i-a poruncit să mănânce un sul de hârtie pe care-l ținea în mână. Imediat ce a făcut acest lucru, s-a trezit. Primind binecuvântarea patriarhului, a urcat la amvon și a cântat faimosul său condac al Nașterii Domnului: „Fecioara astăzi pe Cel mai presus de ființă naște…”. Împăratul, patriarhul, clerul și toți cei din biserică au fost uimiți atât de teologia profunda a imnului, cât și de vocea clară și sonoră a lui Roman. Acesta a fost, potrivit tradiției, primul condac care s-a cântat vreodată. Cuvântul grecesc „kontakion” (κοντάκιον) se referă la cilindrul pe care este înfășurat un sul, de unde și semnificația poruncii Maicii Domnului de a înghiți un sul, ceea ce indica faptul că compozițiile sale erau de inspirație divină. Scena primei interpretări a lui Roman este reprezentată adesea în registrul inferior al icoanelor praznicului Acoperământului Maicii Domnului (exemplul de mai sus).

## Lucrări

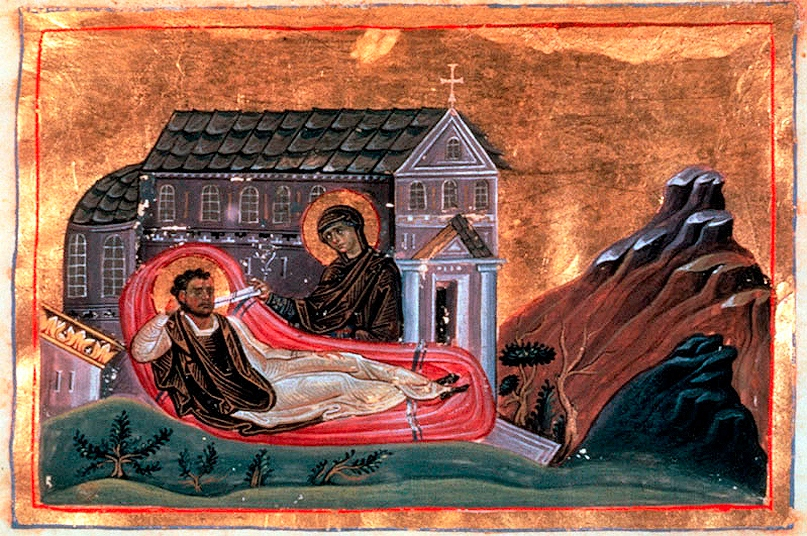
Roman și Fecioara Maria, miniatură din Menologul împăratului Vasile al II-lea

Roman a scris într-o greacă comună literară aticizată - adică avea un stil popular, dar erudit -, iar semiticismele abundente susțin opinia că el este de origine evreiască. Imaginile impresionante, metaforele fine, comparațiile îndrăznețe, antitezele, inventarea unor expresii celebre și dramatismul viu îi caracterizează stilul.
Se spune că Roman a compus peste 1.000 de imnuri sau condacuri care celebrează diferite sărbători ale anului bisericesc, viețile sfinților și alte evenimente sacre, dintre care s-au mai păstrat astăzi doar 89, potrivit patrologului grec Pannayotis Hristou. Există, de asemenea, unele imnuri anonime care îi sunt atribuite.
Astăzi, de obicei, numai prima strofă a fiecărui condac este cântată în timpul serviciilor divine, imnul complet fiind înlocuit de canon. Un condac complet era o predică poetică compusă din 18 până la 30 de versuri, fiecare având un refren și fiind unite de un acrostih. Atunci când era cântat cu o melodie originală, era numit idiomelon (idiomelă). Inițial, creațiile Sfântului Roman erau cunoscute pur și simplu ca „psalmi”, „ode” sau „poezii”. Abia în secolul al IX-lea a intrat în uz termenul de condac.
Printre creațiile sale cunoscute se numără condacele referitoare la:
- Nașterea Domnului
- Martiriul Sfântului Ștefan
- Moartea unui călugăr
- Judecata de Apoi
- Fiul risipitor
- Învierea lui Lazăr (pentru Sâmbăta lui Lazăr, ziua anterioară Duminicii Floriilor)
- Jeluirea lui Adam (pentru Duminica Floriilor)
- Trădarea lui Iuda

Condacul său al Nașterii Domnului este considerat a fi capodopera sa și, până în secolul al XII-lea, a fost cântat în fiecare an la banchetul imperial din acea zi de sărbătoare de către corurile comune ale bisericilor „Sfânta Sofia” și „Sfinții Apostoli” din Constantinopol. Cea mai mare parte a poemului are forma unui dialog între Maica Domnului și magi, a căror vizită la nou-născutul Iisus Hristos este celebrată în ritul bizantin mai degrabă la 25 decembrie decât la 6 ianuarie când creștinii occidentali sărbătoresc Boboteaza, adică Botezul lui Hristos.
Dintre celelalte condace, unul dintre cele mai cunoscute este imnul „Suflete al meu, suflete al meu, scoală! Pentru ce dormi?”, care este cântat ca parte a slujbei „Canonului cel Mare” al Sf. Andrei Criteanul în a cincea joi a Postului Mare.
Roman Melodul este una dintre multele persoane cărora li s-a atribuit compunerea faimosului imn acatist al Maicii Domnului, care încă se mai cântă în timpul Postului Mare. Mulți cercetători din perioada recentă au susținut că autorul imnului nu este Roman, deși continuă să existe disensiuni semnificative în rândul cărturarilor.
Prof. Krumbacher a publicat la München mai multe imnuri religioase inedite ale lui Roman și a altor imnografi, extrase din manuscrise descoperite în biblioteca Mănăstirii „Sf. Ioan Teologul” din Patmos. În Biblioteca din Moscova există un manuscris grecesc care conține condacuri și icoase pentru tot anul, dar nu include toate compozițiile lui Roman.
Profesorul Krumbacher a scris despre compozițiile lui Roman:
Prin talentul poetic, focul inspirației, profunzimea sentimentului și înălțarea limbajului, el îi depășește cu mult pe toți ceilalți melozi. Istoria literară a viitorului îl va aclama probabil pe Roman drept cel mai mare poet ecleziastic al tuturor timpurilor.

## Reprezentare iconografică
Cu toate că în icoanele mai recente Sfântul Roman este reprezentat în picioare la amvon (direct în fața iconostasului) și poartă un stihar de diacon, celebrul muzicolog bisericesc rus Johann von Gardner susține că el era reprezentat în icoanele mai vechi ca purtând tunica roșie mai scurtă a unui cântăreț și stând pe o platformă înaltă în mijlocul bisericii.
În Biserica Ortodoxă, Sfântul Roman este sfântul patron al cântăreților bisericești.

## Studii cu privire la Roman Melodul în spațiul românesc
Studiile și articolele cu privire la viața și opera Sfântului Roman Melodul publicate în spațiul românesc s-au limitat la o scurtă prezentare a vieții sale, fără a aprofunda conținutul filologico-teologic al operei sale. Au fost publicate, totuși, o serie de traduceri din opera lui Roman Melodul: „Condacul Nașterii lui Hristos”, în: Petre Vintilescu, Despre poezia imnografică din cărțile de ritual și cântare bisericească, Tipografia Cărților Bisericești, București, 1937, pp. 290-306; „Imn Învierii lui Lazăr”, trad., prezentare și note de Ilie Frăcea, în: Mitropolia Ardealului, XX (1975), 6-8, pp. 502-507; „Cuviosul Roman Melodul – Imnele Epifaniei, traducere și comentariu”, trad. de asist. drd. Cristina Costena Rogobete, în: Anuarul Facultății de Teologie Ortodoxă a Universității din București, II (2001-2002), Ed. Universității din București, București, 2002, pp. 493-522 (textul condacelor, pp. 493-506); „Imnul femeii păcătoase”, trad. de Laura Enache, în: Teologie și Viață, XII (2002), 9-12, pp. 204-215; „Imnul fiului risipitor”, trad. de Laura Enache, în: Teologie și Viață, XV (2005), 7-12, pp. 40-53; „Luna lui iulie în douăzeci de zile. Condac la pomenirea Sfântului Prooroc Ilie”, trad. de Sabin Preda, în: Studii Teologice, seria a III-a, IV (2008), 3, pp. 143-165.
Două lucrări importante cu traduceri din opera lui Roman Melodul sunt Imnele pocăinței (Ed. Trisaghion, Iași, 2006), cu un studiu introductiv scris de patrologul Andrew Louth, care conține 10 condace: imnul fiului risipitor, imnul celor zece fecioare, imnul învierii lui Lazăr, imnul demonizatului, imnul femeii păcătoase, (imn) la lepădarea Sf. Ap. Petru, imnul Sf. Marii la Cruce, imnul Patimii Mântuitorului, imnul Învierii Domnului și imnul despre necredința lui Toma, și Imne (Ed. Bizantină, București, 2007), care conține 14 condace: două condace ale Nașterii Domnului, condac în ziua de după praznicul Nașterii Domnului, condac la Sfintele Lumini, condac despre Înaintemergătorul, despre Botez și despre Adam, condac la Întâmpinarea Domnului, condac la Bunavestire a Preasfintei Născătoarei de Dumnezeu, șase condace la Învierea cea de-a treia zi a Domnului, condac la Nunta din Cana Galileii, precum și stihiri la Nașterea Domnului și Dumnezeului nostru Iisus Hristos și o rugăciune în vers egal.

## Ediții și traduceri
- Sancti Romani Melodi Cantica. Vol. 1: Cantica Genuina. — Vol. 2: Cantica Dubia. Ed. de Paul Maas și Constantin A. Trypanis. Oxford, 1963–1970. (ediție completă)
- J.B. Pitra, Analecta Sacra, i. (1876), conținând 29 de poeme, și Sanctus Romanus Veterum Melodorum Princeps (1888), cu trei imnuri suplimentare de la Mănăstirea din Patmos. Vezi, de asemenea, lucrarea Hymnographie de l'église grecque (1867) a lui Pitra.
- Karl Krumbacher, Geschichte der byzantinischen Litteratur (München, 1897)
- —Studien zu Romanos (München, 1899)
- —Umarbeitungen bei Romanos (München, 1899)

## Studii
- Thomas Arentzen, The Virgin in Song: Mary and the Poetry of Romanos the Melodist (Philadelphia, 2017)
- Sarah Gador-Whyte, Theology and Poetry in Early Byzantium: The Kontakia of Romanos the Melodist (Cambridge UK, 2017)
- José Grosdidier de Matons, Romanos le Mélode et les origines de la poésie religieuse à Byzance (Paris, 1977)

## Legături externe
- Materiale media legate de Roman Melodul la Wikimedia Commons
- Lucrări de Roman Melodul la LibriVox (cărți audio aflate în domeniul public)
- The Kontakia of Romanos 71 selections
- Digitalized manuscripts of Romanos the Melodist at the Princeton University Library